# Liberty (Texas)
Liberty è una località degli Stati Uniti d'America, capoluogo della contea omonima, nello Stato del Texas.